# ملیسا (تگزاس)
ملیسا، تگزاس (به انگلیسی: Melissa, Texas) یک شهر در ایالات متحده آمریکا با جمعیت ۳٬۰۱۴ نفر است که در تگزاس واقع شده‌است.

## موقعیت جغرافیایی
موقعیت جغرافیایی شهرها و مناطق اطراف به شرح زیر است: